# Rudolph Grey
Pour les articles homonymes, voir Grey.
Rudolph Grey est un guitariste et écrivain américain.

## Biographie
En tant que musicien, il a fait partie du groupe de no wave Mars de 1975 à 1978 avant de former le groupe The Blue Humans en 1980. Grey est un guitariste essentiellement intéressé par l'improvisation et l'expérimental dont la musique est au croisement du noise et du free jazz. Sa formation à la composition variable, et dont ont fait partie Arthur Doyle, Alan Licht et Charles Gayle, a essentiellement joué en live, enregistrant un seul album studio. Grey a par ailleurs enregistré deux albums solo au début des années 1990.
En tant qu'écrivain, il a écrit une biographie du réalisateur Ed Wood, Nightmare of Ecstasy (1992), sur laquelle est basé le scénario du film Ed Wood de Tim Burton. En 2001, Grey a découvert une copie de Necromania, le dernier film de Wood qui était supposé perdu.
Grey refuse de répondre à des questions abordant son passé ou sa vie privée, dont on ne sait donc quasiment rien.

## Discographie

### Albums solo
- 1991 : Mask of Light
- 1994 : Transfixed

### Album des Blue Humans
- 1993 : Clear to Higher Time
- 1995 : Live NY 1980 (live)
- 1996 : Live in London 1994 (live)